# Ludivine Issambourg
Ludivine Issambourg, née en 1983 à Bayeux, est une flûtiste française, dans le jazz, l'electro-jazz et le hip-hop.

## Biographie
Née en 1983 en Normandie, elle commence à suivre une formation de ballet classique à l'âge de quatre ans. Elle apprend la flûte avec un professeur privé, qui lui fait découvrir la pratique de l'improvisation et du jazz, et des interprètes tels que Roland Kirk, Eric Dolphy ou encore Yusef Lateef. Adolescente, elle se produit avec le groupe Klaxton et participe à des enregistrements. Elle étudie également la flûte classique et la flûte jazz au conservatoire de Caen, puis au conservatoire de Cergy-Pontoise,.
En 2003, elle devient membre de l'Orchestre de flûtes français (OFF), un orchestre fondé en 1985, et alors placé sous la direction de Pierre-Yves Artaud, qui enregistre l'album Jendrich Feld en 2005. En 2007, elle est lauréate du premier concours national de flûte de jazz organisé par Magic Malik,. La même année, l'auteur, compositeur et producteur de hip-hop, Wax Tailor la fait entrer dans son groupe, avec lequel elle a fait une tournée internationale pendant cinq ans. Elle participe à l'album In the Mood for Life (qui remporte un disque d'or) en 2009 et à un album live à l'Olympia de Paris en 2010. En même temps, elle sort l'album H2O avec le groupe electro-jazz UHT. Elle participe également à l'album Crawnyard du groupe de hip-hop britannique A State of Mind et à une tournée européenne avec eux. En 2011, elle passe au Centre de formation des enseignants de la musique (CEFEDEM) d'Île-de-France où elle est la première flûtiste à recevoir un diplôme d'État, dans la discipline du jazz.
Elle commence à écrire ses propres compositions. En 2012, elle fonde son groupe Antiloops,,. Le premier concert d’Antiloops a lieu en décembre 2012 au New Morning puis un autre suit au Sunset-Sunside en 2013. Le groupe remporte les Trophées du Sunside,. Un EP, Yep, sort également en 2013. En 2015, l'album Electroshock est publié après des performances réussies sur scène en festival. Elle le fait remixer par DJ Greem et C2C . Cela donne naissance à l'album Electroshock Remixed. Un autre album, Lucid Dream, sort en 2017. En 2020, elle sort, avec le soutien d'Éric Legnini, l'album Outlaws, un hommage à Hubert Laws,. On peut également l'entendre sur des albums d'Amadou et Mariam, Thierry Maillard et Michel Edelin. En 2024 elle sort une suite à Outlaws (Tribute to Hubert Laws) intitulée Above the Laws dirigé par Eric Legnini, Michael Lecoq. Un single Angel Dust reprise du titre de Gil-Scott Heron et Brian Jackson qui fait l'honneur de collaborer aux claviers et chœurs du titre. Plusieurs invités figurent sur l'album réalisé par Eric Legnini: Brian Jackson, Nils Landgren, Chassol, Laurent de Wilde, Céline Bonacina.

## Enregistrements
- 2019 Outlaws (Tribute to Hubert Laws)[10]
- 2022 Supernova[11] avec groupe Antiloops[12], chez Loops Production, distribué par L'Autre Distribution
- 2024 Above the Laws , chez Loops Production en licence chez Heavenly Sweetness